# Кенсингтон-Парк (Флорида)
Ке́нсингтон-Парк (англ. Kensington Park) — статистически обособленная местность, расположенная в округе Сарасота (штат Флорида, США) с населением в 3720 человек по статистическим данным переписи 2000 года.

## География
По данным Бюро переписи населения США статистически обособленная местность Кенсингтон-Парк имеет общую площадь в 3,37 квадратных километров, водных ресурсов в черте населённого пункта не имеется.
Статистически обособленная местность Кенсингтон-Парк расположена на высоте 6 м над уровнем моря.

## Демография
| Год переписи        | Нас. |  | %±    |
| ------------------- | ---- |  | ----- |
| 1960                | 2969 |  | —     |
| 1970                | 3138 |  | 5,7%  |
| 1980                | 2887 |  | −8%   |
| 1990                | 3026 |  | 4,8%  |
| 2000                | 3720 |  | 22,9% |
| 1960–2000 Источник: |      |  |       |

По данным переписи населения 2000 года в Кенсингтон-Парк проживало 3720 человек, 1024 семьи, насчитывалось 1567 домашних хозяйств и 1669 жилых домов. Средняя плотность населения составляла около 1103,86 человек на один квадратный километр. Расовый состав населённого пункта распределился следующим образом: 86,24 % белых, 6,77 % — чёрных или афроамериканцев, 0,16 % — коренных американцев, 1,40 % — азиатов, 0,05 % — выходцев с тихоокеанских островов, 1,51 % — представителей смешанных рас, 3,87 % — других народностей. Испаноговорящие составили 10,54 % от всех жителей статистически обособленной местности.
Из 1567 домашних хозяйств в 25,4 % воспитывали детей в возрасте до 18 лет, 50,5 % представляли собой совместно проживающие супружеские пары, в 11,0 % семей женщины проживали без мужей, 34,6 % не имели семей. 27,2 % от общего числа семей на момент переписи жили самостоятельно, при этом 15,3 % составили одинокие пожилые люди в возрасте 65 лет и старше. Средний размер домашнего хозяйства составил 2,37 человек, а средний размер семьи — 2,88 человек.
Население статистически обособленной местности по возрастному диапазону по данным переписи 2000 года распределилось следующим образом: 21,6 % — жители младше 18 лет, 5,2 % — между 18 и 24 годами, 28,6 % — от 25 до 44 лет, 22,2 % — от 45 до 64 лет и 22,4 % — в возрасте 65 лет и старше. Средний возраст жителей составил 41 год. На каждые 100 женщин в Кенсингтон-Парк приходилось 90,6 мужчин, при этом на каждые сто женщин 18 лет и старше приходилось 86,9 мужчин также старше 18 лет.
Средний доход на одно домашнее хозяйство статистически обособленной местности составил 41 090 долларов США, а средний доход на одну семью — 48 981 доллар. При этом мужчины имели средний доход в 29 235 долларов США в год против 27 950 долларов среднегодового дохода у женщин. Доход на душу населения статистически обособленной местности составил 41 090 долларов в год. 6,2 % от всего числа семей в населённом пункте и 10,0 % от всей численности населения находилось на момент переписи населения за чертой бедности, при этом 14,9 % из них были моложе 18 лет и 7,2 % — в возрасте 65 лет и старше.